# ماي وست
ماري جين وست (Mary Jane West) (17 أغسطس 1893 – 22 نوفمبر 1980) المعروفة بـماي وست (Mae West) ممثلةً أمريكيةً، وكاتبةً مسرحيةً وكاتبة سيناريو (سيناريست)، ومن المشاهير ذي الجاذبية العالية، استمرت حياتها الفنية لسبعة عقود.
اشتهرت ماي وست بـالتورية البذيئة، وساعدها ذلك على التميز في الاستعراض المسرحي (vaudevill) بمسارح نيويورك، وبعدها انتقلت إلى هوليوود وعملت كممثلة كوميدية، وممثلة، وكاتبة في مجال صناعة السينما. منحها معهد الفيلم الأمريكي المرتبة الخامسة عشر في قائمة أعظم النجمات في التاريخ تقديرًا لإسهاماتها في السينما الأمريكية. كانت ماي وست من أكثر النجوم المثيرين للجدل في عصرها، مما ترتب عليه عدة مشكلات من ضمنها الرقابة. ظلت ماي وست تعمل حتى بعد انتهاء حياتها السينمائية، فعملت بالمسرح في لاس فيجاس والمملكة المتحدة، كما عملت بالإذاعة والتليفزيون، وسجلت أيضًا ألبومات موسيقى الروك أند رول (rock and roll). استخدمت ماي جين ماست (Jane Mast) اسمًا مستعارًا لها في أول مسيرتها المهنية.

## وصلات خارجية
- ماي وست على موقع IMDb (الإنجليزية)
- ماي وست على موقع الموسوعة البريطانية (الإنجليزية)
- ماي وست على موقع روتن توميتوز (الإنجليزية)
- ماي وست على موقع مونزينجر (الألمانية)
- ماي وست على موقع ألو سيني (الفرنسية)
- ماي وست على موقع ميوزك برينز (الإنجليزية)
- ماي وست على موقع تيرنر كلاسيك موفيز (الإنجليزية)
- ماي وست على موقع أول موفي (الإنجليزية)
- ماي وست على موقع قاعدة بيانات برودواي على الإنترنت (الإنجليزية)
- ماي وست على موقع قاعدة بيانات الأفلام السويدية (السويدية)